# Trautheim
Trautheim ist ein Ortsteil der Gemeinde Mühltal im südhessischen Landkreis Darmstadt-Dieburg. Trautheim bildet mit dem Ortsteil Nieder-Ramstadt eine gemeinsame Gemarkung.

## Geographische Lage
Trautheim liegt im nördlichen Odenwald im Granitgebiet des Geo-Naturpark Bergstraße-Odenwald. Die Landschaft entspricht der typischen Hügellandschaft des Vorderen Odenwalds.
Die Keimzelle der Siedlung Trautheim liegt im Nordwesten der Gemarkung Nieder-Ramstadt jenseits des Stettbachs und vor dem rund zwei Kilometer breiten Waldgürtel, der zwischen Nieder-Ramstadt und dem benachbarten Darmstadt liegt. Bis 1940 hatte die Siedlung im Wesentlichen ihre heutige Ausdehnung erreicht und erstreckt sich seitdem zwei Kilometer weit von der Waldstraße im Norden bei Traisa bis zur Straße Am Klingenteich im Süden bei einer Breite von zwei- bis vierhundert Meter.
Der in der Hauptsatzung ausgewiesene Ortsbezirk, der im Osten am Stettbach und an der Gemarkungsgrenze von Traisa beginnt, reicht im Westen im Wesentlichen bis zum Papiermüllerweg und im Süden bis an das Gewerbegebiet An der Flachsröße. Im Norden reicht der Ortsbezirk bis zur Stadtgrenze von Darmstadt. Er umfasst hier die Waldgebiete nördlich der B 449 und südlich davon den bewaldeten Kirchberg (280,9 m ü. NN), soweit er östlich von Steinschneise und Kirchschneise liegt. Nach dem amtlich beschriebenen Grenzverlauf ergibt sich für den Ortsbezirk eine Fläche von rund 1,3 Quadratkilometer.

## Geschichte
Im Jahre 1871 entstanden die ersten Häuser am Waldrand nahe dem Forsthaus Emmelinenhütte, Papiermüllerweg 1. 1871 erbaute der Darmstädter Bankier Karl Heinrich Bopp ein Landhaus, 1891 folgte das heutige Floethsche Haus und 1896 die Villa Trautheim, beide erbaut von Rudolf Vollrath. Das zweite Haus hatte er als  vegetarisches Speisehaus mit Gästezimmern errichtet. Den Namen übernahm er von dem seines zweitältesten Sohnes Ehregott Trautheim. Seit 1903 wurde die Gaststätte als Kurhaus Trautheim bezeichnet, und Trautheim war seit 1906 der Name der hier entstehenden Villenkolonie.
Mit Schaffung der Gemeinde Mühltal im Zuge der Gebietsreform in Hessen am 1. Januar 1977 wurde für die Siedlung Trautheim ebenso wie für die ehemals selbstständigen Gemeinden
Nieder-Ramstadt, Traisa, Nieder-Beerbach und Frankenhausen sowie des damaligen Nieder-Ramstädter Ortsteiles Waschenbach ein eigener Ortsbezirk mit Ortsbeirat und Ortsvorsteher nach der Hessischen Gemeindeordnung gebildet. Sitz der Gemeindeverwaltung wurde Nieder-Ramstadt.
Beim Zensus 2011 werden für Trautheim 2118 Einwohner gezählt.

## Politik
Für Traisa besteht ein Ortsbezirk (Gebiete des Ortsteils Traisa) mit Ortsbeirat und Ortsvorsteher nach der Hessischen Gemeindeordnung.
Der Ortsbeirat besteht aus fünf Mitgliedern. Seit den Kommunalwahlen 2021 gehören ihm ein Mitglied der CDU, ein Mitglied der SPD, ein Mitglied der FDP, ein Mitglied dem Bündnis 90/Die Grünen und ein parteiloses Mitglied an. Ortsvorsteherin ist Ruth Breyer (SPD).

## Sehenswürdigkeiten
Siehe Liste der Kulturdenkmäler in Trautheim

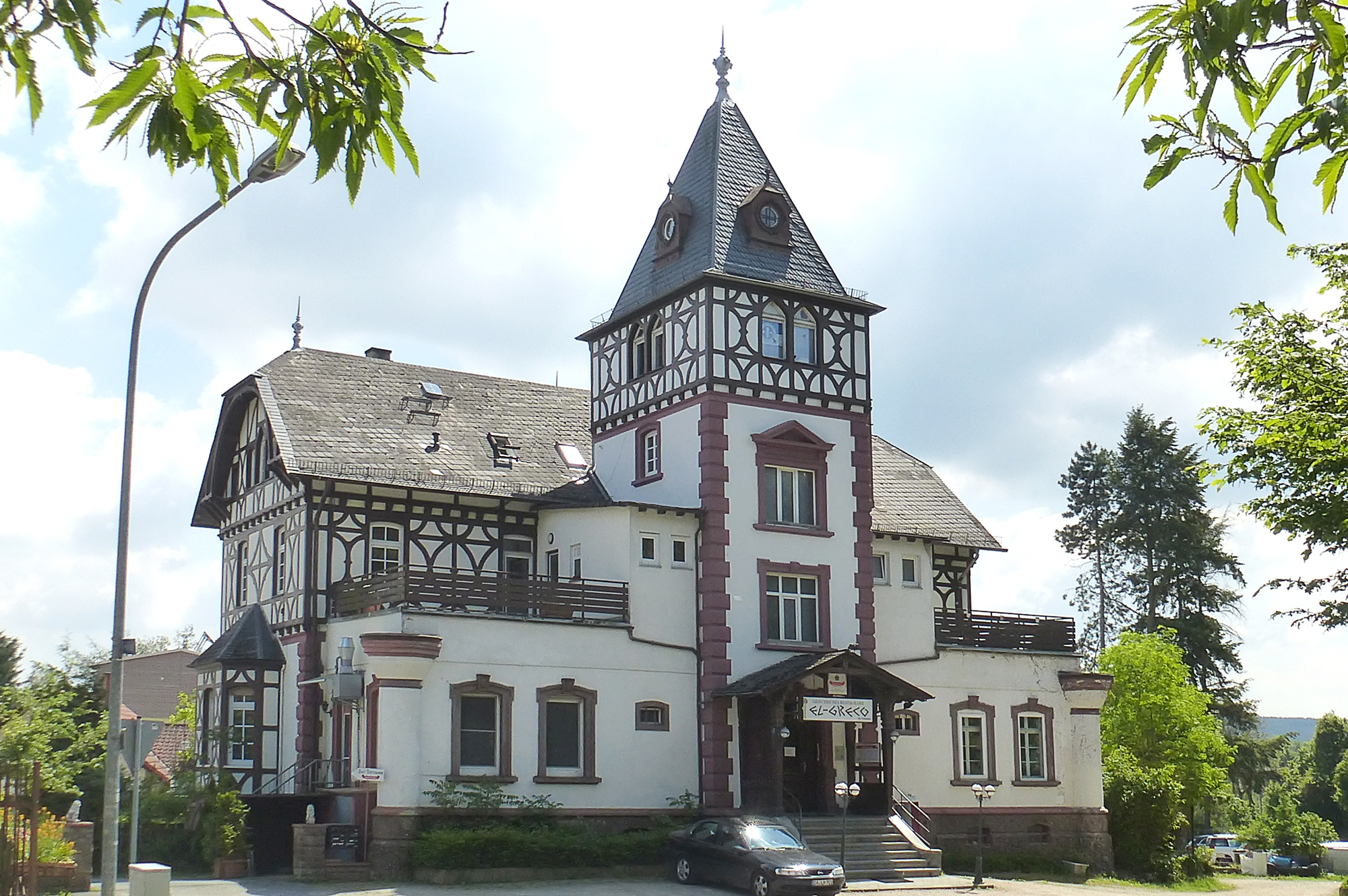
Villa Trautheim – Wahrzeichen von Trautheim
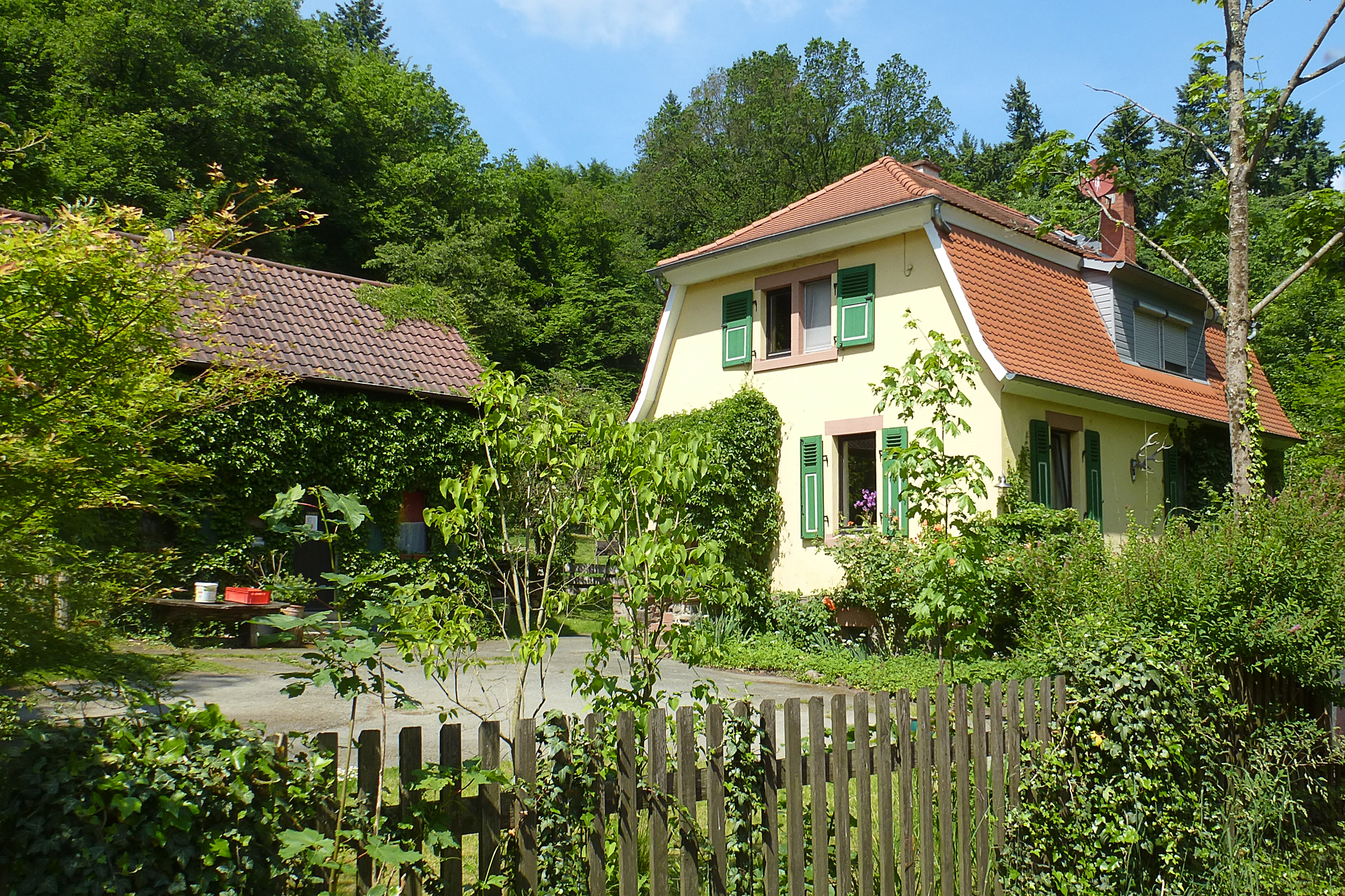
Forsthaus Emmelinenhütte
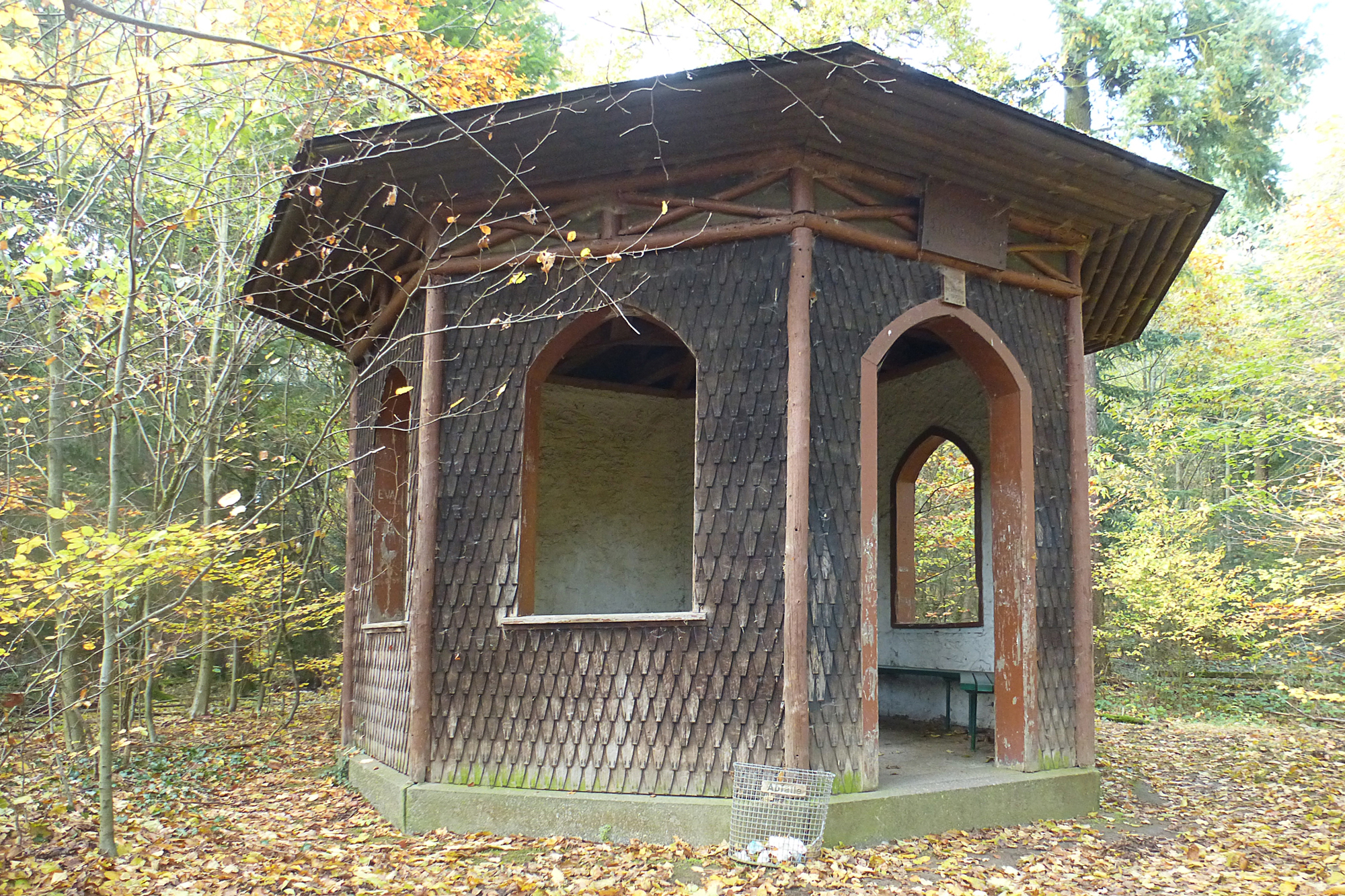
Waldpavillon am Lindenberg
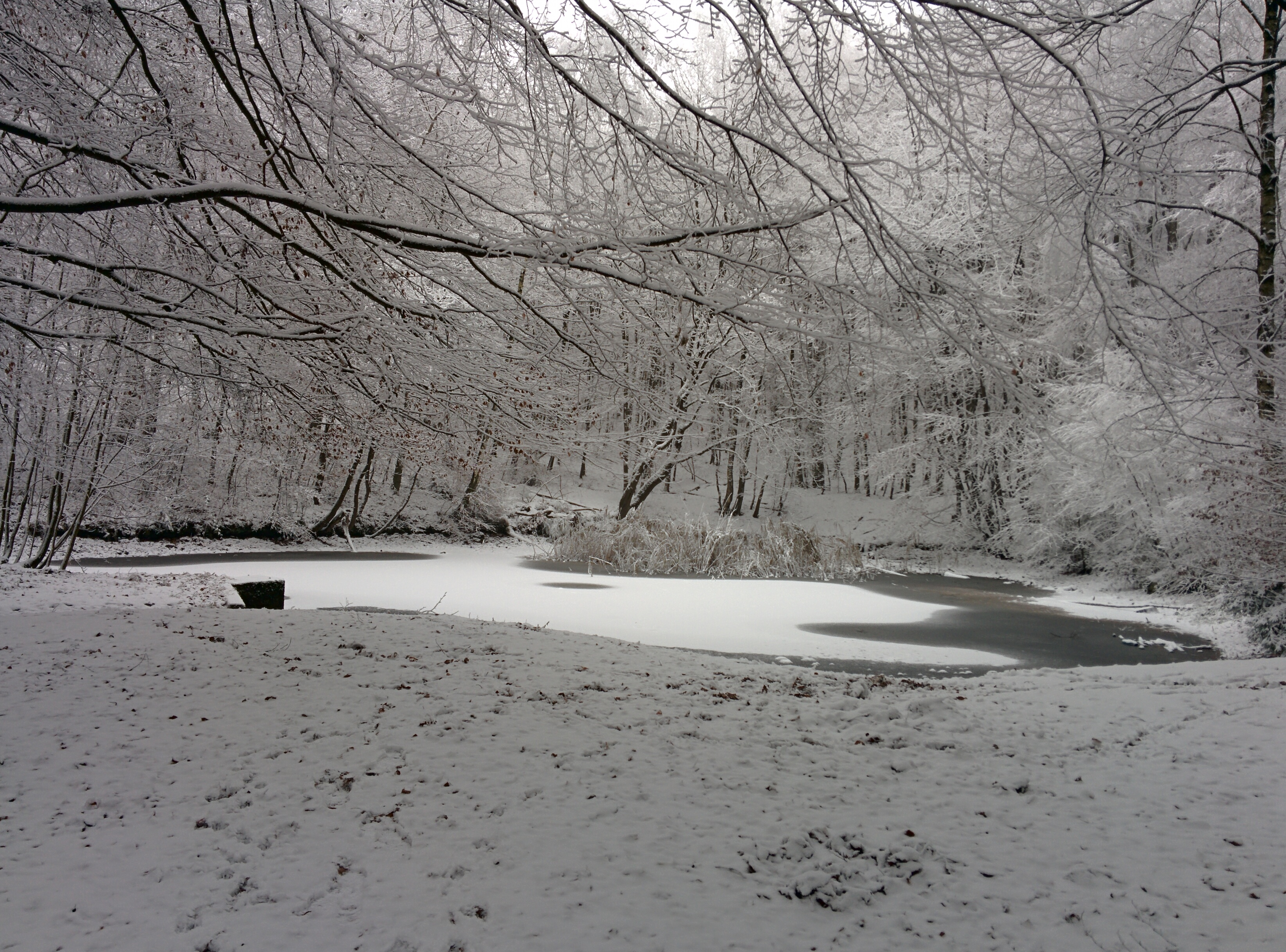
Kirchbergteich
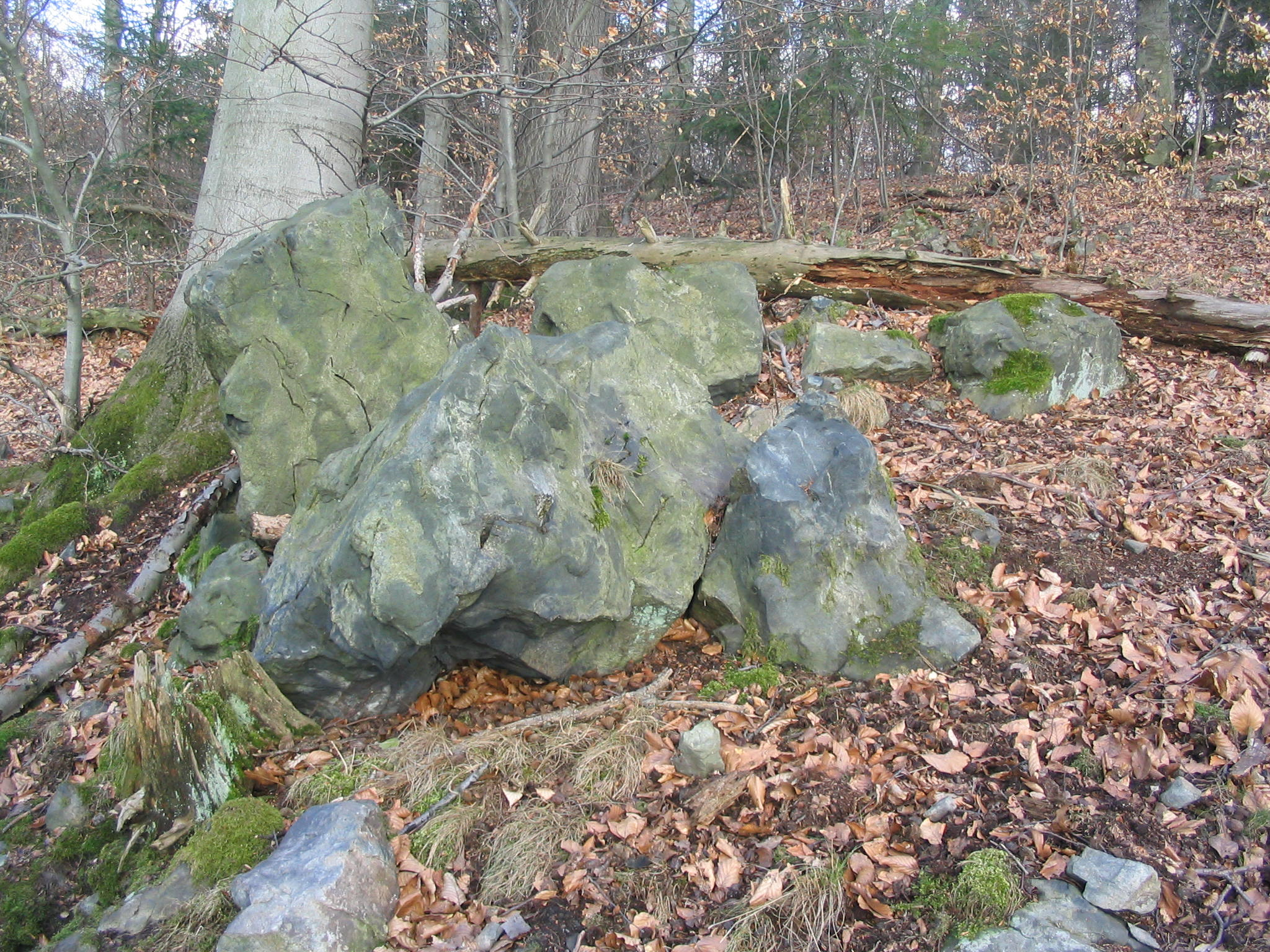
Felsgruppe nördlich von Trautheim

## Verkehr
Durch den Ort verläuft die Bundesstraße 449, Trautheim ist wie ganz Mühltal durch Buslinien in den Darmstädter Nahverkehr eingebunden. Die nächstgelegene Bahnstation ist der Bahnhof Mühltal am Übergang der Ortsteile Traisa und Nieder-Ramstadt.